# 노상선
노상선(盧象善, 1932년 10월 20일 ~ )은 대한민국의 제5대 대전 서구청장을 지낸 공무원이며, 계룡건설산업 사장을 지낸 기업인이다.

## 학력
- 한양대학교 토목공학과 학사

### 비학위 수료
- 충남대학교 행정대학원 최고관리자과정 수료

## 경력
- 대전시 도시계획국 국장
- 대전시 교통관광국 국장
- 제5대 대전시 서구청장 (1991년 5월 ~ 1992년 6월)
- 동성건설 대표이사 사장
- 계룡건설산업 사장
- 계룡건설산업 상임고문
- 대전광역시 행정동우회 회장
- 한밭대학교 초빙교수
- 배재대학교 초빙교수
- 광운대학교 초빙교수